# Werkfeuerwehr des Industrieparks Höchst
Die Werkfeuerwehr des Industrieparks Höchst ist die Feuerwehr des Industriepark Höchst gemäß § 14 des Hessischen Brand- und Katastrophenschutzgesetzes (HBKG). Im Rahmen der Alarm- und Gefahrenabwehrorganisation des Industrieparks ist sie für die Menschenrettung, Brandbekämpfung, technische Unfallhilfe, Rettungsdienst, Höhenrettung, Brandschutzplanung, Erstellung von Brandschutzplänen sowie die Stellung eines Brandschutzbeauftragten zuständig. Ferner übernimmt sie die Pflege und Wartung von Körper-/Atemschutzeinrichtungen, Brandschutzeinrichtung und Feuerlöschern und ist auch Dienstleister im Rahmen von TUIS. Sie zählt zum Geschäftsfeld Industrieparkdienste des Standortbetreibers Infraserv Höchst und beschäftigt etwa 130 haupt- und 90 nebenberufliche Einsatzkräfte. In den beiden Feuerwachen des Industrieparks sind 35 Einsatzfahrzeuge, 12 Pkw, 20 Abrollcontainer und 5 Sattelauflieger stationiert. Zu den Besonderheiten der Ausrüstung zählen die Drehleiter mit Korb mit einer Rettungshöhe von 39 Metern, der Teleskopmast mit einer Rettungshöhe von 53 Metern sowie der weltweit einzigartige, von der Werkfeuerwehr entwickelte Gerätewagen Atemschutz-Dekon. Von 1962 bis 2021 befand sich das Feuerlöschboot Hoechst im Dienst der Werkfeuerwehr.
Neben der Werkfeuerwehr BASF gehört sie zu den größten und bekanntesten Werkfeuerwehren der chemischen Industrie in Deutschland.

## Geschichte
Die erste Erwähnung eines organisierten Löschtrupps der 1863 gegründeten Farbenfabrik Meister Lucius & Brüning, spätere Hoechst AG, stammt aus dem Jahre 1875. Aus dieser Löschmannschaft entwickelte sich bis 1880 eine freiwillige Fabrikfeuerwehr, die in dieser Form bis 1912 bestand. Aufgrund des stark angewachsenen Betriebs beschloss man zusätzlich eine hauptberufliche Feuerwehr aufzustellen, die ein Jahr nach Gründung aus 38 Kräften bestand, die von 90 Freiwilligen Feuerwehrleuten unterstützt werden konnten. Mit Beginn des Zweiten Weltkrieges war die Berufsfeuerwehr bereits auf eine Stärke von 43 Mann angestiegen, während die Freiwillige Feuerwehr für Luftschutzmaßnahmen verstärkt wurde und so insgesamt 120 Einsatzkräfte zählte. 1943 wurde die Fabrikfeuerwehr offiziell als Werkfeuerwehr anerkannt, womit sie unter behördliche Beobachtung gestellt wurde und nunmehr hoheitliche Aufgaben wahrnehmen durfte.
1960 wurde die Werkfeuerwehr zu einer Abteilung des Werks umgestaltet und dem Ressort Ingenieur-Technik angegliedert. Ihre jetzige Größe erreichte die Werkfeuerwehr im Jahre 1990 mit 139 hauptamtlichen und 80 freiwilligen Einsatzkräften. Mit der Gründung des Industrieparks Höchst 1998 übernahm die Betreibergesellschaft Infraserv Höchst die Werkfeuerwehr.

## Alarmabteilung
Eine Alarmschicht (24-Stunden-Schicht) besteht aus mindestens 20 hauptberuflichen Einsatzkräften, die insgesamt zwei Feuerwachen besetzen. Diese befinden sich im Norden und Süden des Industrieparks, so dass sie bei einer Alarmierung jeden Punkt des Werksgeländes innerhalb von fünf Minuten erreichen können. Insgesamt sind 115 Kräfte hauptberuflich bei der Werkfeuerwehr beschäftigt.
Die Feuerwache 1 (Nord) ist auch Sitz der Gefahrenabwehr-Meldezentrale und des rund um die Uhr besetzten Notfallmanagements. Bei größeren Schadensereignissen tritt im Lagezentrum der Feuerwache der Einsatzstab zusammen, in dem alle an der Schadensbekämpfung beteiligten Organisationseinheiten sowie die Polizei und die Feuerwehr Frankfurt am Main vertreten sind.

## Ausstattung
Die Werkfeuerwehr verfügt über sechs Löschfahrzeuge, sieben Gerätewagen, zwei Hubrettungsfahrzeuge und ein Feuerlöschboot.

### Löschfahrzeuge
| Fahrzeug                    | Pumpleistung pro Minute                                     | Löschmittelvorrat                                                                                                 | Werfer                                                                        |
| --------------------------- | ----------------------------------------------------------- | --- | ----------------------------------------------------------------------------- |
| Universallöschfahrzeug 1    | - 6.000 l / 10 bar (Wasser) - 480 l / 18 bar (Schaummittel) | - 3.000 l Wasser - 3.000 l Schaummittel (AFFF) - 1.000 kg Pulver - 180 kg CO2                                     | - Wasser-/Schaumwerfer (fernbedienbar) 4.900 l/min - Schaumwerfer 2.000 l/min |
| Universallöschfahrzeug 2    | - 6.000 l / 10 bar (Wasser) - 480 l / 18 bar (Schaummittel) | - 3.000 l Wasser - 3.000 l Schaummittel (AFFF) - 1.000 l Schaummittel (Bio Foam N) - 1.000 kg Pulver - 180 kg CO2 | - Wasser-/Schaumwerfer (fernbedienbar) 4.900 l/min - Schaumwerfer 2.000 l/min |
| Universallöschfahrzeug 3    | - 10.000 l / 10 bar (Wasser) - 700 l / min (Schaum)         | - 3000 l Wasser - 4000 l Schaummittel - 750 kg Pulver - 180 kg CO2                                                | - Wasser/Schaumwerfer 1500 l/min - Wasser/Schaumwerfer 2500 l/min             |
| Trockentanklöschfahrzeug    | - 4.800 l / 80 bar (Wasser)                                 | - 4.500 l Wasser - 1.500 l Schaummittel - 1.500 kg Pulver - 120 kg CO2                                            | - Wasser-/Schaumwerfer 4.000 l/min - Pulverwerfer                             |
| Trockenschaumlöschfahrzeug  | - 6.000 l / 10 bar (Wasser) - 400 l / 17 bar (Schaummittel) | - 4.500 l Schaummittel (AFFF) - 1.500 l Schaummittel (Hot Foam) - 1.500 kg Pulver - 120 kg CO2                    | - Wasser-/Schaumwerfer 3.500 l/min - Pulverwerfer 15–40 kg/s                  |
| Hilfeleistungslöschfahrzeug | - 2.400 l / 8 bar (Wasser)                                  | - 2.000 l Wasser - 200 l Schaummittel (AFFF) - 250 kg Pulver - 60 kg CO2                                          |                                                                               |

Zusätzlich existiert ein Schaumzumischauflieger mit Zugmaschine der 13.500 l AFFF-Schaummittel mitführt.

### Löschboot
Das Feuerlöschboot Hoechst wurde im Jahr 1961 von der Schiffswerft Mainz-Gustavsburg mit der Baunummer N-338-33 gebaut und 1962 in Dienst gestellt. Es war das erste und bis zur Indienststellung des Feuerlöschbootes Frankfurt a.M. der Feuerwehr Frankfurt am Main einzige Feuerlöschboot auf dem hessischen Abschnitt des Untermains. Mehrfach trug es bei Großbränden zur Wasserversorgung bei, unter anderem bei der Caltex-Raffinerie Raunheim, bei Ticona in Kelsterbach und den Main-Kraftwerken in Höchst. Einmal hatte es bei Griesheim eine brennende Motoryacht zu löschen. Ansonsten diente es vornehmlich zu Umwelt- und Rettungseinsätzen auf dem Main. Aufgrund einer Klassifizierung als Eisbrecher konnte es im Winter das Hafenbecken im Südwerk eisfrei halten.
Im März 2021 wurde das Feuerlöschboot außer Dienst gestellt und am 10. Mai 2021 an das Feuerwehrmuseum Schleswig-Holstein übergeben. Nach seiner Überführung ist es seit Mai 2022 auf dem Museumsgelände in Norderstedt ausgestellt.
Am 14. März 2022 wurde das neue Feuerlöschboot Julietta eingeweiht. Ausgebaut durch die Nordland-Hansa-Werft in Rostock ist der Katamaran vom Typ Faster 73CAT mit einer Rosenbauer FOX 4 Tragkraftspritze und dem Rosenbauer RM15 Wasserwerfer ausgestattet. Angetrieben wird die Julietta durch zwei 200 PS Außenbordmotoren, womit sie eine Höchstgeschwindigkeit von 73,3 Kilometer pro Stunde oder circa 40 Knoten erreicht. Für das Mehrzweckboot wurde ein neuer Anleger für 480.000 Euro erbaut.